# Lorenzo Music
Pour les articles homonymes, voir Music.
Lorenzo Music est un acteur, scénariste, compositeur et producteur américain, né le 2 mai 1937 à Brooklyn (État de New York), mort le 4 août 2001 à Los Angeles (Californie).

## Filmographie

### Acteur
- 1962 : Les Jetson (The Jetsons) (série TV) : Additional Voices (unknown episodes)
- 1967 : The Smothers Brothers Comedy Hour (série TV) : Regular Performer (unknown episodes, 1968-1969)
- 1976 : Nickelodeon : Mullins
- 1980 : Carlton Your Doorman (TV) : Carlton (voix)
- 1980 : Oh Heavenly Dog : Carlton
- 1982 : Pacman ("Pac-Man") (série TV) : Super-Pac (voix)
- 1982 : Here Comes Garfield (TV) : Garfield (voix)
- 1983 : Twice Upon a Time : Ralph, the All-Purpose Animal (voix)
- 1983 : Garfield on the Town (en) (TV) : Garfield (voix)
- 1984 : Garfield in the Rough (en) (TV) : Garfield (voix)
- 1985 : Garfield in Disguise (en) (TV) : Garfield (voix)
- 1986 : The Adventures of the American Rabbit : Ping
- 1986 : Garfield in Paradise (en) (TV) : Garfield (voix)
- 1986 : Fluppy Dogs (TV) : Ozzie (1986) (voix)
- 1987 : Garfield Goes Hollywood (en) (TV) : Garfield (voix)
- 1987 : A Garfield Christmas Special (en) (TV) : Garfield (voix)
- 1988 : Fantastic Max (série TV) : Additional Voices (voix)
- 1988 : Garfield et ses amis (série TV) : Garfield (unknown episodes)
- 1988 : Garfield: His 9 Lives (TV) : Garfield
- 1989 : Garfield's Babes and Bullets (TV) : Garfield / Sam Spayed (voix)
- 1989 : Garfield's Thanksgiving (TV) : Garfield
- 1990 : Cartoon All-Stars to the Rescue (TV) : Garfield (voix)
- 1990 : Garfield's Feline Fantasies (TV) : Garfield / Lance Sterling (voix)
- 1991 : Garfield Gets a Life (TV) : Garfield (voix)

### Scénariste
- 1983 : Garfield on the Town (en) (TV)
- 1991 : Myster Mask ("Darkwing Duck") (série TV) : Additional Voices (unknown episodes, 1991-1995)

### Compositeur
- 1980 : Carlton Your Doorman (TV)

### Producteur
- 1976 : The Lorenzo and Henrietta Music Show (série TV)